# Рунду (аэропорт)
Аэропо́рт Рунду́ — аэропорт, обслуживающий город Рунду, столицу намибийской области Восточное Каванго.

## Общие сведения
Аэропорт находится в 5 километрах от города Рунду и расположен на высоте 1106 метров над уровнем моря. Аэропорт имеет выход на автостраду B8.
Аэропорт располагает двумя взлётно-посадочной полосой длиной 3354 метра. Вторая взлётно-посадочная полоса длиной 1465 метров не используется. Компания Air Namibia регулярно производит рейсы в аэропорты Эрос и Катима Мулило. Владельцем аэропорта является намибийская компания NAC Namibia.